# Sint-Leonarduskerk (Oosterhout)
De Sint-Leonarduskerk is gelegen aan de Dorpsstraat in Oosterhout in de Nederlandse gemeente Overbetuwe (provincie Gelderland). Het kerkgebouw en de geloofsgemeenschap maken deel uit van de Sint-Benedictusparochie.  In 1932 werd de kerk gebouwd naar ontwerp van Clemens Hardeman, en kwam ter vervanging van een kerk uit 1855. De bouwstijl is beïnvloed door het expressionisme. Kenmerkend zijn de hoge  zadeldaken. Ook de opzij geplaatste kerktoren heeft een zadeldak. De bakstenen zijn in Noors verband opgetrokken. Het is een driebeukige basilicale kerk.

## Interieur
De panelen van het hoofdaltaar zijn geschilderd door Hans Mengelberg. De kruisweg (1918) is een ontwerp van Jan Toorop,
De inventaris is goed bewaard gebleven uit de bouwtijd.